# Politique dans l'oblast d'Irkoutsk
 (juillet 2023).
La mise en forme du texte ne suit pas les recommandations de Wikipédia : il faut le « wikifier ».
Les points d'amélioration suivants sont les cas les plus fréquents :
- Les titres sont pré-formatés par le logiciel. Ils ne sont ni en capitales, ni en gras.
- Le texte ne doit pas être écrit en capitales (les noms de famille non plus), ni en gras, ni en italique, ni en « petit »…
- Le gras n'est utilisé que pour surligner le titre de l'article dans l'introduction, une seule fois.
- L'italique est rarement utilisé : mots en langue étrangère, titres d'œuvres, noms de bateaux, etc.
- Les citations ne sont pas en italique mais en corps de texte normal. Elles sont entourées par des guillemets français : « et ».
- Les listes à puces sont à éviter, des paragraphes rédigés étant largement préférés. Les tableaux sont à réserver à la présentation de données structurées (résultats, etc.).
- Les appels de note de bas de page (petits chiffres en exposant, introduits par l'outil «  Source ») sont à placer entre la fin de phrase et le point final[comme ça].
- Les liens internes (vers d'autres articles de Wikipédia) sont à choisir avec parcimonie. Créez des liens vers des articles approfondissant le sujet. Les termes génériques sans rapport avec le sujet sont à éviter, ainsi que les répétitions de liens vers un même terme.
- Les liens externes sont à placer uniquement dans une section « Liens externes », à la fin de l'article. Ces liens sont à choisir avec parcimonie suivant les règles définies. Si un lien sert de source à l'article, son insertion dans le texte est à faire par les notes de bas de page.
- La présentation des références doit suivre les conventions bibliographiques. Il est recommandé d'utiliser les modèles {{Ouvrage}}, {{Chapitre}}, {{Article}}, {{Lien web}} et/ou {{Bibliographie}}. Le mode d'édition visuel peut mettre en forme automatiquement les références.
- Insérer une infobox (cadre d'informations à droite) n'est pas obligatoire pour parachever la mise en page.

Pour une aide détaillée, merci de consulter Aide:Wikification.
Si vous pensez que ces points ont été résolus, vous pouvez retirer ce bandeau et améliorer la mise en forme d'un autre article.

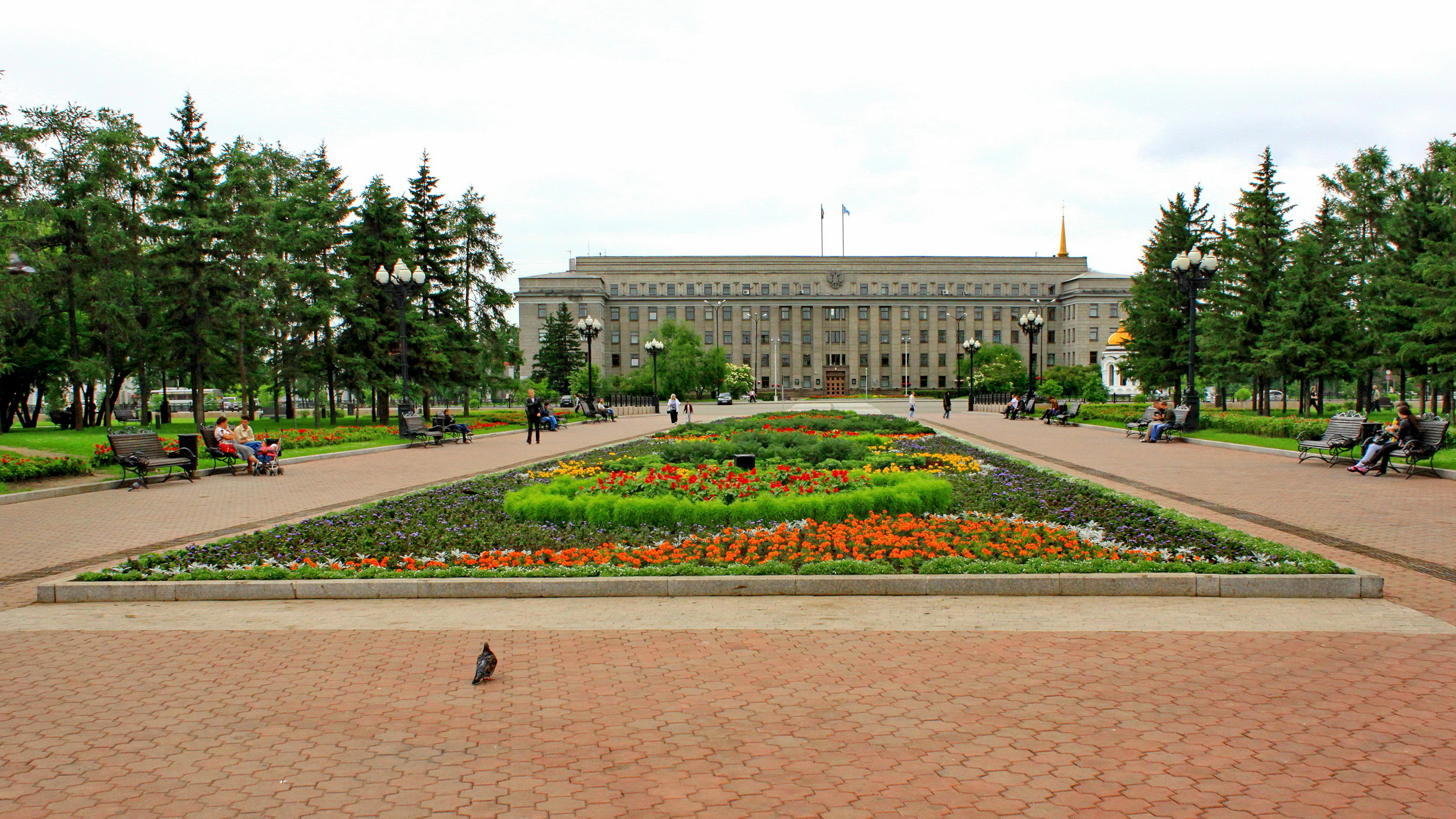
Siège de l'Assemblée, place Kirov, Irkoutsk.

La politique dans l'oblast d'Irkoutsk a lieu dans le cadre de la constitution de la fédération de Russie, dont l'oblast d'Irkoutsk est un sujet fédéral. En tant que sujet fédéral, elle possède sa propre constitution, et l'oblast est représenté au niveau fédéral par 2 sièges au Conseil de la fédération.
La plus grande partie du pouvoir exécutif est exercée par le gouvernement de l'oblast, dirigé par le gouverneur de l'oblast d'Irkoutsk, le chef du gouvernement dans un système multipartite. Le pouvoir législatif est lui exercé par l'Assemblée législative de l'oblast d'Irkoutsk, qui possède 45 députés renouvelés tous les cinq ans. Le gouverneur et l'Assemblée sont élus au suffrage universel. Le système judiciaire est indépendant des deux premiers, et est représenté par le tribunal de l'oblast d'Irkoutsk, plus haute instance du sujet.

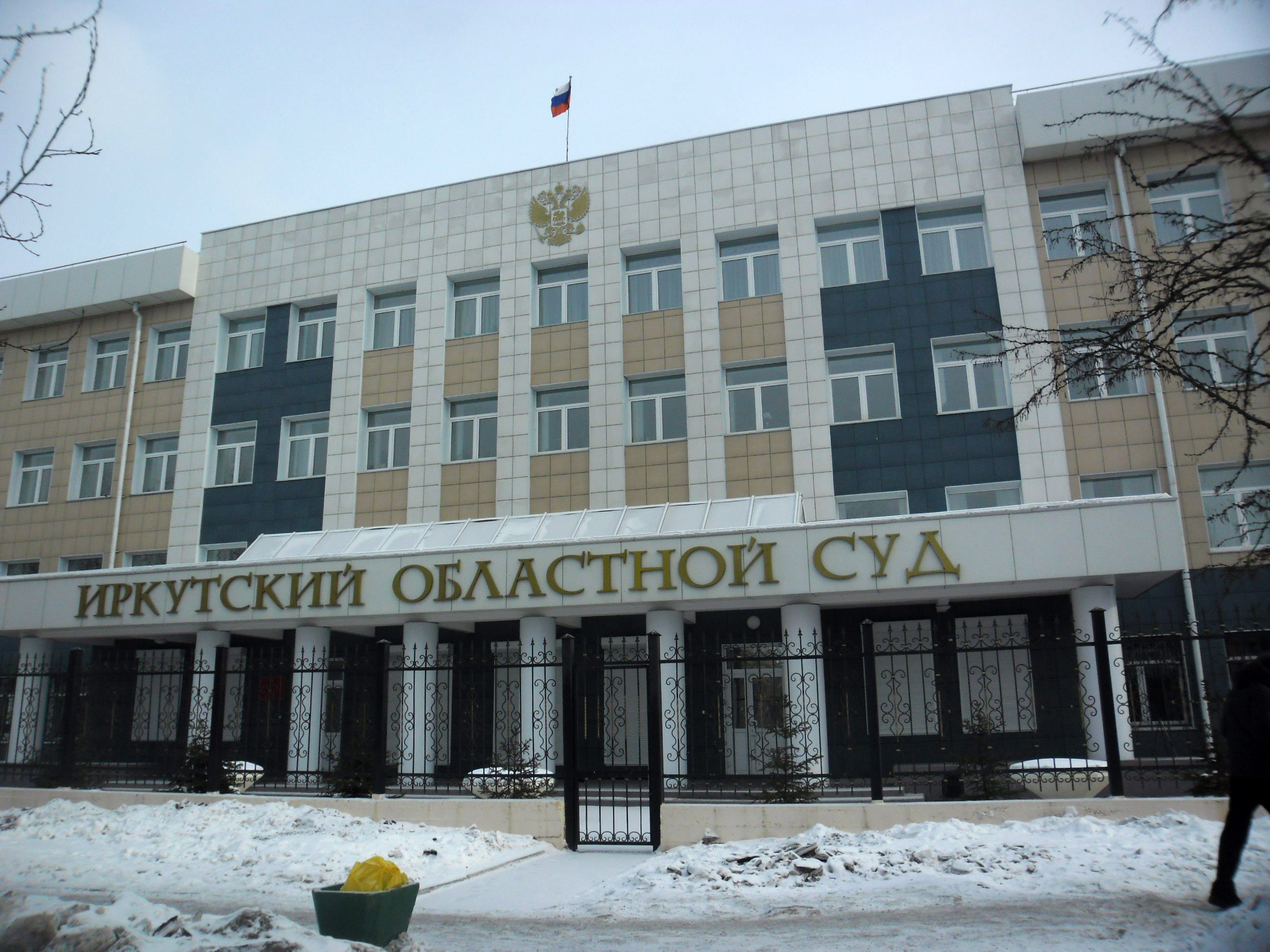
Tribunal régional.

Son histoire politique longue, ancrée dans une opposition forte face à Moscou, lui vaut souvent d'être nommé le« territoire de la contestation » en Russie. Ses électeurs ne se mobilisent peu lors des élections, mais lorsqu'ils le font, ils montrent leur avis de manière claire.

## Tradition contestataire

### Présentation
L'oblast d'Irkoutsk fait figure d'exception avec quelques rares régions de Russie où le multipartisme a été relativement préservé, où les différents types de fraudes électorales ne sont que mineures, avec une tradition démocratique ancrée, et où les scores de Russie n'atteignent pas les 80 voire 90 %. De par ses intrigues, la politique de l'oblast fait souvent la une des journaux fédéraux. Pour certains analystes politiques russes, l'oblast est « soit dans un état de chaos, soit dans un état d'essai ». Ses différences avec les autres sujets sibériens s'illustrent aussi souvent.
Malgré sa différence avec le reste du pays, l'oblast ne peut être qualifié d'anomalie politique, car ses tendances s'expliquent par son histoire, sa culture et son environnement. L'oblast a souvent été progressiste, et des innovations et technologies ont été implémentées. Et contrairement à de nombreuses régions sibériennes, l'oblast est assez urbain, avec une vingtaine de villes sur un territoire moyen pour les standards sibériens. Les villes sont anciennes, il n'y a que peu de villes qui ont émergées pendant l'ère soviétique, alors que beaucoup le sont dans cette zone de Russie. Magadan n'a été fondé qu'en 1929 par exemple, et Komsomolsk-sur-l'Amour en 1932.

### Origines: Des décabristes aux Armées blanches
Après l'insurrection décabriste, de très nombreuses figures comme Sergueï Volkonski furent exilées en Sibérie, passant par Irkoutsk. Le 26 août 1826, les premiers décabristes furent accueillis avec les honneurs par les habitants de la ville, montrant le côté d'opposition de la ville. La ville devint ensuite le centre de la noblesse exilée, lorsqu'ils avaient purgé leur peine. Ils contribuèrent aux esprits d'intelligence, de savoir et de tolérance qui reste encore imprégné dans la ville.

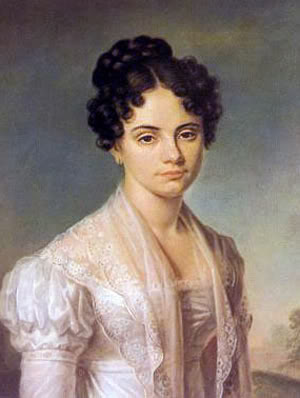
Maria Volkonsaïa.

En 1847, la maison qui a accueille Sergueï Volkonski devint le centre culturel d'Irkoutsk, tandis que son épouse Maria Volkonskaïa qui s'était installé dans la ville en 1845 participa à de nombreux évènements publics dont culturels. D'après les mémoires de Nikolaï Belogolovy (ru):

« La princesse Maria Nikolaïevna était une femme complètement laïque, elle aimait la société et le divertissement et a réussi à faire de sa maison le principal centre de la vie sociale d'Irkoutsk. [...] En hiver, la vie dans la maison Volkonski était bruyante et ouverte, et tous ceux qui appartenaient à la société d'Irkoutsk considéraient comme un honneur de la visiter, et seuls le gouverneur général Rupert et sa famille et le gouverneur civil d'Irkoutsk Piatnitski évitaient, probablement par peur, afin de ne pas recevoir de réprimande de Saint-Pétersbourg, de se présenter à des fêtes bondées dans la maison d'un exilé politique. »

Au milieu du XIXe siècle, le gouverneur général de la Sibérie orientale, Nikolaï Mouraviov-Amourski était contre l'ouverture d'une université à Irkoutsk. Pour lui, la ville était un « foyer de localisme et de désobéissance », propos écrits dans une note adressée au tsar Alexandre II. Irkoutsk fut aussi une ville d'opposition importante après la révolution russe de 1917. La ville fut la seconde ville avec le plus de morts lors de la prise de pouvoir des Bolcheviks lors des batailles de décembre 1917 (ru), seulement devancée par Moscou (en).

### Position lors du putsch de Moscou
Le 19 août 1991, un jour avant que Gorbatchev et un groupe de dirigeants des républiques ne signent le nouveau traité d'union, un groupe nommé le Comité d'État sur l'état d'urgence pris le pouvoir à Moscou, alors que Gorbatchev était en vacances en Crimée. Les informations arrivèrent après 11 heures, heure d'Irkoutsk, soit lorsqu'il était 6 heures à Moscou.
Dès les premières informations, le comité exécutif de l'oblast d'Irkoutsk décida de se réunir, dirigé par Iouri Nojikov (ru). Il était impossible de réunir le Conseil régional des députés du peuple aussi vite, car étant composé de 250 députés. Cinquante députés purent cependant se réunir, et le comité exécutif de la ville se réunit aussi, afin se d'accorder sur une position commune.
Dans la journée, l'édition région du journal du Komsomol publia une déclaration des branches de plusieurs partis locaux (pas le PCUS) s'opposant au Comité d'État sur l'état d'urgence. Dans la soirée, Iouri Nojikov et Viktor Ignatenko, président par intérim du comité exécutif de l'oblast d'Irkoutsk, publièrent une déclaration commune s'opposant au comité, en ne reconnaissant pas la destitution de Gorbatchev et en exprimant leur soutien pour Boris Eltsine. Ils allèrent à l'encontre du Comité, qui leur avait envoyé des messages pour demander une unité approprié dans la région.
Les branches régionales du PCUS et du KGB restèrent elles neutres, n'appliquant pas les directives du Comité de les soutenir. Pendant les trois jours du coup, aucune position ou ne serait-ce communiqué ne fut publié par ces entités. Viktor Spirine, après avoir regardé la conférence de presse des membres du Comité d'État pour l'état d'urgence, a écrit sur son calendrier de travail avec un crayon : « Ce vieil homme durera pendant deux ou trois jours. ».
Toujours dans la soirée, Nojikov signa un oukase adressé au président du comité de la télévision et de la radio exigeant qu'il passe immédiatement à l'antenne. Il craignait que la décision soit controversial, en déclarant pour se justifier, « c'est peut-être mon dernier ordre ». Il fit couper les principales chaînes pour le laisser s'exprimer, en lisant les décrets de Boris Eltsine contre le putsch, puisqu'aucune autre personne que lui ne voulait le faire. Le matin du 20 août, une activiste, Tatiana Kozitsina lu les décrets de Eltsine plusieurs fois pendant une heure afin d'informer à la télévision régionale, en disant « Soldats, n'obéissez pas aux ordres des commandants ! ».
Dans l'après-midi du 20 août, pour suivre les autres villes, il fut décidé d'organiser un rassemblement à 18 heures près du Palais des Sports à Irkoutsk. Pour ce faire, les appels à manifester furent transmis à la radio, tandis que des affiches des décrets de Boris Eltsine étaient en cours. À 18 heures, 15 000 participants furent réunis, plus grande manifestation de l'histoire de la ville. Lors du rassemblement, le président du comité exécutif de la ville (le maire) Boris Govorine s'exprima fermement contre le Comité, et en faveur de Eltsine et Gorbatchev.
Lors du discours, des rumeurs circulaient selon lesquelles l'armée du district militaire de Transbaïkalie pourrait être envoyé réprimer la résistance. En conséquence, les appels à agir activement étaient nombreux, afin de potentiellement devancer l'Armée. L'annonce d'une possible grève générale a été faite. En parallèle, dans la maison des Soviets (siège du parlement de l'oblast), une petite réunion eut lieu, sans que de réelle décision soit prise.
Dans la matinée, les informations de la nuit à Moscou de l'incident du tunnel de la Ceinture des jardins (ru), où trois manifestations furent écrasées par un tank, arrivèrent. Dans l'après-midi du 21 août (heure locale), il y eut dans la maison des soviets une discussion sur la manière d'entrer dans les garnisons des forces armées et d'influencer le personnel militaire pour qu'ils n'exécutent pas des ordres dangereux.
Dans la soirée, heure d'Irkoutsk, les informations comme quoi le Comité d'Urgence perdait du terrain commencèrent à arriver. Juste avant que ces informations n'arrivent, une manifestation eu lieu devant la maison des Soviets toujours pour s'opposer au putsch. Lorsque les informations arrivèrent, de nombreuses personnes se précipitèrent devant les télévisions ou près du président du comité exécutif régional (à ce moment-là, il était possible de rentrer dans le parlement sans aucun contrôle et d'aller dans n'importe quelle salle).
Le soir, le premier concert de Boris Grebenchtchikov se tenait à l'Université Polytechnique d'Irkoutsk. Nojikov invita ses partisans au concert pour fêter la victoire du camp de Boris Eltsine. Il déclara avant de s'y rendre « Ça y est. Rien n'a besoin d'être défendu », puis il se rendit au concert où il déclara sur la scène « Victoire ! », puis laissa sa place au chanteur.
La situation à Irkoutsk fut favorisé par l'accroissement du pouvoir des régions face au pouvoir central, que Iouri Nojikov utilisa pour soutenir Eltsine et Gorbatchev. Les changements économiques qui apparaissent avec les réformes étaient impopulaires, et favorisèrent la mobilisation dans l'oblast, du pouvoir régional et aussi de la population,,.

### Période post-soviétique

#### Iouri Nojikov
Son premier gouverneur, Iouri Nojikov (ru), membre du parti d'opposition Union civique (ru), est connu pour s'être opposé frontalement à Boris Eltsine. En mars 1992, pendant la préparation du Traité de la Fédération (ru). Le 31 mars, il proposa d'ajouter un protocole additionnel qui atténue légèrement l'inégalité de statut des républiques autonomes et des autres sujets en matière de législation, de propriété de l'État, de principes du système budgétaire, etc. Aucun autre gouverneur ne le soutint, mais en signant le traité, il ajouta la ligne « En tenant compte du protocole » pour faire appliquer ses idées. En septembre de la même année, il refusa de se conformer au décret présidentiel exigeant le transfert d'au moins 49% des actions des sociétés par actions créées sur la base d'entreprises énergétiques soviétiques au fonds statutaire du Système énergétique uni de Russie. Il mena l'affaire jusqu'à la Cour constitutionnelle de la fédération de Russie, et remporta l'affaire, permettant que l'oblast d'Irkoutsk continue de détenir Irkutskenergo à hauteur de 60 %.
Le 20 mars 1993, Boris Eltsine signa un décret pour le démettre de ses fonctions et démettre Vitaly Moukha (en), gouverneur de l'oblast de Novossibirsk. Le même jour, 10 000 habitants d'Irkoutsk virent manifester pour soutenir leur gouverneur, et le même jour, le parlement de l'oblast déclara que la décision du président de la fédération de Russie était illégal. Trois jours plus tard, Boris Eltsine retira le décret, et s'excusa personnellement envers les deux gouverneurs.
Le 27 mars 1994, l'oblast d'Irkoutsk devint l'un des premiers sujets russes, où, grâce à son gouverneur, des élections directes pour toutes les collectivités ont eu lieu. Ce jour-là, tous les maires des villes et chefs des raïons, et les députés des doumas des villes et raïons furent élus.

#### Opposition écologique

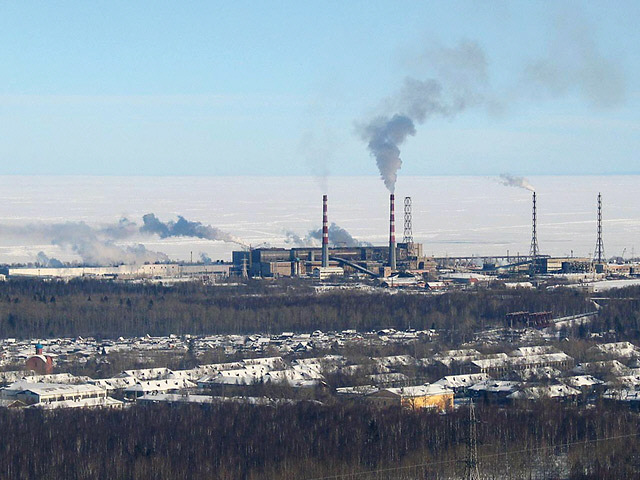
Usines de pâtes à papier de Baïkalsk.

Alors que l'Union soviétique commence le glasnost et la perestroïka, la première manifestation non réprimée de masse de l'histoire de l'Union soviétique eut lieu le 22 novembre 1987. Ce jour-là, plus de 5000 personnes sont descendues dans les rues d'Irkoutsk, contre la construction d'un pipeline pour déverser les effluents industriels de l'Usine de pâtes à papier de Baïkalsk dans la rivière Irkout. Dès l'été, des scientifiques avaient exprimé leur opposition aux travers de réunion. Un institut avait même complètement refusé de concevoir les plans pour la construction du projet. Cette manifestation marqua l'oblast, et fit naître le mouvement écologique du Baïkal (ru).
Le 18 mars 2006, à nouveau plus de 5000 personnes se sont rassemblées pour défendre le lac Baïkal contre le projet de Transneft de l'oléoduc Sibérie orientale - océan Pacifique longeant le lac Baïkal. Parmi les participants il y avait Viktor Krouglov, alors président du parlement de l'oblast. Le 22 avril 2006, le gouverneur Alexandre Tichanine (ru) est venu à la troisième manifestation, cas exceptionnel en Russie, surtout que ce dernier était membre de Russie unie.
Le 25 décembre 2013, l'Usine de pâtes à papier de Baïkalsk a fermé ses portes. Principale cible du mouvement écologique du Baïkal, l'usine était dénoncée pour être la principale source de pollution, même si elle était le quasi seul employeur de la ville de Baïkalsk. Au cours de toutes les manifestations écologiques dans l'oblast, il n'y a jamais eu d'arrestation, et jamais de répression de la part des forces de l'ordre.

#### Des résultats différents
Au niveau des scrutins fédéraux, lors des élections présidentielles de 2012, seulement 55,65 % de l'oblast vota pour Vladimir Poutine, alors que la moyenne nationale était de 63,6 %. Elle affichait alors le plus bas score du district fédéral sibérien, et huitième la plus basse au niveau national, seulement devancée par des sujets européens. Les élections présidentielles de 2018 n'ont pas été très différentes. Il a certes obtenu 73,06 %, soit le vingt-septième plus bas résultat par sujet, mais le taux de participation était le plus bas du pays, avec seulement 55,7 % qui se sont déplacés aux urnes. Au référendum constitutionnel russe de 2020, l'oblast a approuvé les modifications à seulement 64,28 %, le neuvième plus bas taux sur tous les sujets fédéraux. La participation était la seconde plus basse, avec 44.18%, seulement devancée par le kraï du Kamtchatka avec 44,08 %,. Le raïon d'Olkhon fut le plus sévère de l'oblast envers la réforme, avec seulement 44,6 % d'approbation, un des taux les plus faibles de Russie. Par ailleurs, aucune fraude électorale grave n'a été enregistré ces quinze dernières années dans l'oblast.
Au niveau régional, l'élection gouvernorale dans l'oblast d'Irkoutsk de 2015 fut un revers important pour le parti Russie unie. Son candidat, Sergueï Erochtchenko (ru), récolta 49,60 % au premier tout, à 0,4 % de la majorité absolue. Mais lors du second tour, plus de 100 000 électeurs supplémentaires se sont déplacées aux urnes, votant principalement pour le candidat communiste Sergueï Levtchenko (ru), qui récolta 56,39 % des suffrages. En 2015, le sujet était premier en termes de gouverneurs remplacés ; neufs, intérim ou non, se sont succédé de 1992 à 2019, soit une durée moyenne de seulement 3 ans.

#### Relations assemblée-gouverneur

##### Années 2000
Les relations entre le pouvoir exécutif et le pouvoir régional ont souvent été marquées par des hostilités entre les deux camps. Traditionnellement, le gouverneur est plus proche du Kremlin que l'Assemblée régionale. Sous le mandat du gouverneur Alexandre Tichanine (ru) (2005-2008), la relation fut marquée par plusieurs refus de budget, et le refus pendant le début du mandat de nommer le premier sous-gouverneur, qui doit être approuvé par l'Assemblée après avoir été soumis par le gouverneur. L'assemblée lui était hostile car il n'avait jamais travaillé dans le pouvoir régional, étant donné qu'il était président des Chemins de fer russes.
En mars 2008, les députés de l'Assemblée législative ont écrit une lettre collective au président de la Russie pour demander la destitution du gouverneur. Dans la lettre, lue à l'Assemblée de l'oblast, il est dit que « Au cours des deux dernières années, plus d'une vingtaine de nominations et de démissions de chefs de départements et de sous-chefs de la région ont eu lieu dans l'administration. Le budget de la région de l'Angara accuse un déficit marginal, et la dette publique de l'oblast a atteint 16 milliards de roubles ». Un mois plus tard, il annonçait sa démission.
Entre 2000 et 2002, Viktor Borovski (ru), membre du parti de l'Union des forces de droite avec cinq autres membres, évita qu'un amendement à la constitution de l'oblast passe pour autoriser que le gouverneur puisse être réélu pour un troisième mandat
En 2008, Viktor Ignatenko (ru) fut la cible de pression de la part du pouvoir exécutif pour annuler la nomination de plus de dix personnes à la commission électorale de l'oblast, Ignatenko étant alors le président de la commission électorale de l'oblast d'Irkoutsk. Il refusa, et son mandat ne fut pas renouvelé.

##### Années 2010
Le 15 avril 2015, la président de l'Assemblée législative Lioumina Berlina (ru) annonça sa démission, effective à partir du 20 avril 2015. Elle était ouvertement en conflit avec le gouverneur d'alors Sergueï Erochtchenko (ru), même si les deux étaient du même parti, Russie unie. Elle termina son discours de démission par les mots suivants en parlant de sa démission :  « Vous n'imaginez pas à quel point je suis ravie de dire « j'ai l'honneur » [...] ». Elle déclara aussi vouloir « achever dignement une carrière vertigineuse » en s'opposant à la création d'un tribunal statutaire dans l'oblast.
Pour Vladimir Matienko, chef du groupe Plateforme civique dans l'Assemblée, elle était « très inquiète que l'AP se transforme en une subdivision du gouvernement de l'oblast d'Irkoutsk ». Pour lui, la chambre perd l'« objectivité et l'impartialité ». De plus, elle était opposée à la nomination au poste d'auditeur de la Chambre de contrôle et des comptes de l'oblast d'Irkoutsk de Ioulia Larionova, la qualifiant de « protégée du gouverneur ».

Au contraire, les relations furent assez détendues pendant la gouvernance du communiste Sergueï Levtchenko (ru). Pendant les quatre années, le gouverneur et l'Assemblée furent la cible de publications négatives de la part des médias fédéraux. 

Aucun parti n'a la majorité dans l'Assemblée actuelle, très rare en Russie.

À partir des élections législatives dans l'oblast d'Irkoutsk de 2018, ni Russie unie, ni le KPRF possédait la majorité, augmentant alors le rôle des petits partis (LDPR, Russie juste, Plateforme civique). Cette période est nommée dans la région la période du « Parlement européen » à cause de la nécessité constante de former des coalitions à chaque projet de loi.

#### Gouvernement local
L'oblast d'Irkoutsk fut l'un des premiers sujets à réformer son gouvernement local en 2003, juste après que la réforme municipale des années 2000 (ru) soit entrée en vigueur. Divisée en 2003 en une centaine de municipalités (des raïons, des villes, des établissements ruraux), avec chacune un chef et une assemblée locale, le gouvernement local tend aujourd'hui à s'unir. Les fusions de municipalités sont en discussion entre la ville de Chelekhov et le raïon de Chelekhov, Nijneoudinsk et le raïon de Nijneoudinsk, ainsi que Taïchet et le raïon de Taïchet.
Le gouvernement local est aussi un moyen d'expression de l'opposition. Fin 2009, le maire d'Irkoutsk Vladimir Viktorovitch Iakoubovski (ru) démissionne. Le gouverneur d'alors Dmitri Mezentsev (en) nomme le président de la douma municipale d'Irkoutsk Andreï Nikolaïevitch Labyguine (ru) comme maire par intérim d'Irkoutsk. En parallèle, Russie unie a nommé pour les élections municipales de 2010  Sergueï Vassilievitch Serebrennikov (ru), alors maire de Bratsk, comme candidat pour être maire d'Irkoutsk. Pour s'opposer à l'arrivée de quelqu'un de Bratsk, les habitants votèrent à 62,48% pour Viktor Ivanovitch Krondrachov (ru), candidat indépendant peu connu soutenu par le Parti communiste.
La situation fut similaire lors des élections anticipées de mars 2019 pour le poste de maire à Oust-Ilimsk. Anna Chtchiokna (ru), candidate du Parti libéral-démocrate de Russie, ne fut que peu active pendant la campagne. Elle exhorta même sur les réseaux sociaux à ne pas la considérer comme une candidate sérieuse pour le poste de maire. Dans les documents soumis à la commission, elle remplit la case activité par « femme au foyer », en n'espérant même pas être à participer. Elle n'a tenu aucune réunion, et n'a même pas publié de programme, faisant office de l'opposition systémique (en).
Pourtant le 25 mars 2009, c'est bien elle qui est devenue mairesse, avec un score de 43.85 %. Son principal rival, Sergueï Zatsepine, candidat de Russie, n'obtint que 37,34 % des voix. Ce vote fut l'illustration des habitants de leur opposition à Russie unie, parti qui avait multiplié les provocations envers Anatoly Doubas et Naïl Gaprivo, respectivement ancien maire de la ville et ex-député de la ville, qui étaient appréciés par la population d'Oust-Ilimsk. Elle fut investie le 11 avril 2019,.

### Futur incertain

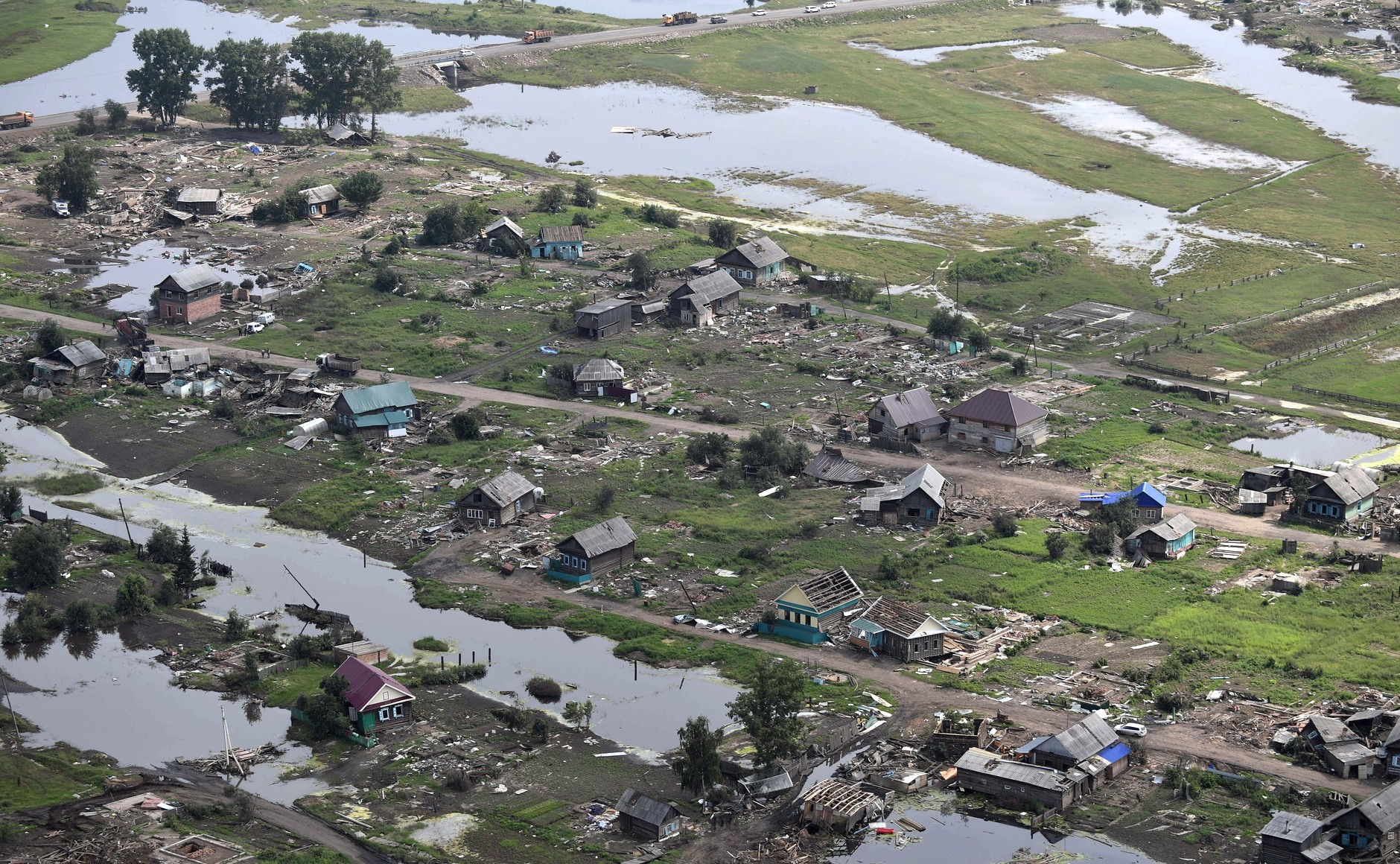
Dégâts des inondations dans l'oblast d'Irkoutsk.

Ces dernières années ont été marquées en Russie par une dérive autoritaire importante, avec une chute de l'Indice de démocratie, la restriction des libertés individuelles, et à partir de 2022 l'invasion de l'Ukraine par la Russie, dégradant encore plus les conditions en Russie.
Le 12 décembre 2019, Sergueï Levtchenko a démissioné, officiellement de son plein gré. Mais pour d'autres sources, comme la BBC, il lui aurait été forcé la main, par Vladimir Poutine. Il aurait été critiqué pour sa gestion des inondations de juin 2019 dans l'oblast (ru), où 26 personnes sont mortes, cinq ont été portées disparues. Environ 11 000 maisons ont été inondées dans huit raïons/okrougs, tandis que 1 300 maisons ont été emportées par les courants d'eau, avec près de 7 000 bâtiments doivent être démolis. Selon les estimations de l'oblast, les dégâts s'élèvent à 31,2 milliards de roubles. Par ailleurs, une quête a été ouverte à son encontre pour chasse à l'ours illégale.

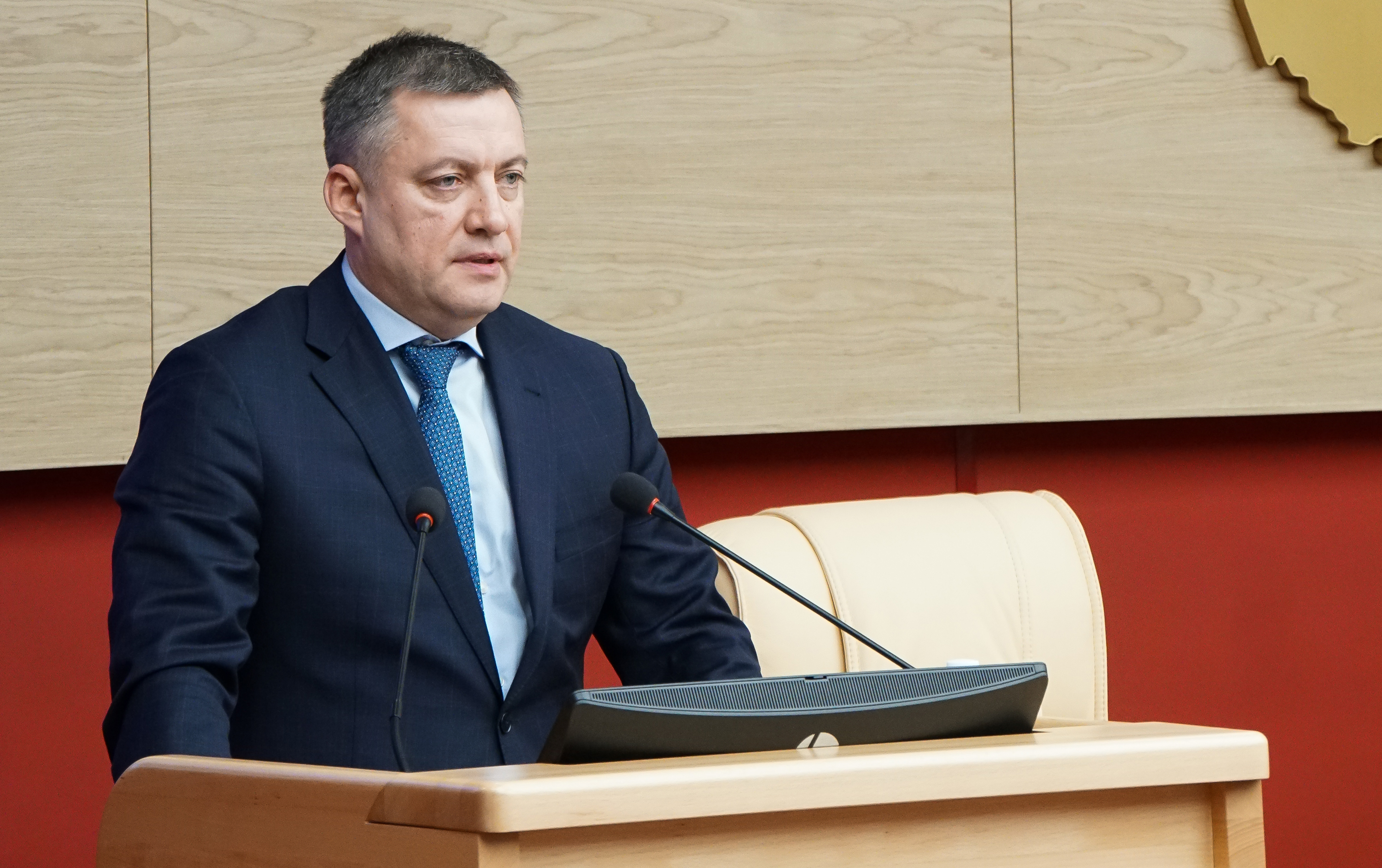
Igor Kozbev, gouverneur actuel.

Le lendemain, le comité régional d'Irkoutsk du Parti communiste de la Fédération de Russie a publié une déclaration disant que le « pouvoir fédéral » avait forcé le gouverneur à partir, et que la démission en elle-même était une « opération spéciale dégoûtante du Kremlin pour renvoyer Levtchenko ». Le comité régional a appelé à la démission du président russe Vladimir Poutine et du président du gouvernement Dmitri Medvedev. Le 14 décembre, des rassemblements ont eu lieu dans plusieurs villes de l'oblast pour soutenir le gouverneur démissionnaire.
Igor Kobzev (en) fut nommé gouverneur par intérim. En septembre 2020, il remporta les élections gouvernorales (ru), avec 60,79% au premier tour, sous l'étiquette indépendante mais soutenu par le parti Russie unie. Le 28 janvier 2022, il fut élu secrétaire de la branche régional du parti Russie unie. Il devint ainsi le premier gouverneur à être chef du parti Russie unie dans l'oblast, bien que des gouverneurs de Russie unie ait déjà été au pouvoir dans l'oblast.
Aux élections législatives russes de 2021, Russie unie a gardé 3 de ses 4 sièges, et le KPRF son seul siège. Mais au sein des municipalités, le parti communiste perdit plusieurs postes de chefs de raïons, et de majorité dans les assemblées des municipalités.

#### Scission de Russie unie sur Irkoutsk

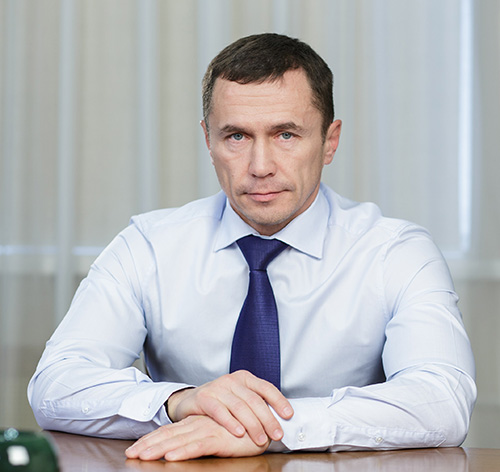
Dmitri Berdnikov.

Le 8 mai 2019, plus de mille personnes se sont réunies près de la mairie d'Irkoutsk pour protester contre la possible introduction du poste de directeur général dans la ville. Ce projet de loi a été soumis au parlement régional par deux députés, un de Russie unie et un du KPRF. À cette date-là, il avait été adopté en première lecture, mais il devait encore être approuvé une seconde fois avant d'être promulgué. Si la loi passe, le président de la douma municipale deviendrait le maire municipal, en n'ayant presque aucun pouvoir, tandis que le directeur, nommé par l'Assemblée législative de l'oblast, aurait l'essentiel des pouvoirs. La loi, au moment de sa présentation, n'était pas soutenue par le groupe du KRPF, mais soutenu cependant par le groupe de Russie unie à l'Assemblée.
Le KPRF a d'ailleurs, outre désapprouver son député, organisé le rassemblement, afin de montrer son opposition. Plusieurs figures régionales se sont exprimées, tel que Lev Damechek, directeur du Département d'histoire russe à l'Université d'Etat d'Irkoutsk, ayant déclaré « Nous sommes réunis ici pour dire un "non" résolu aux basses tentatives des députés rouges de pousser leur propre directeur municipal au poste de chef d'Irkoutsk ! ». Alexeï Kolenov, président du conseil des anciens combattants d'Irkoutsk, a lui dit envers le président de l'Assemblée Sergueï Sokol (en) : « Monsieur Sokol, comme vous êtes sorti de nulle part, vous n'irez nulle part ».
Selon Meduza, la mairie a participé à l'organisation du rallye, alors que Dmitri Berdnikov, le maire, fait partie du parti Russie unie. Des bus ont été affrétés, et de nombreux fonctionnaires se trouvaient dans le rassemblement. Les intervenants lors de la manifestation ont d'ailleurs fait léloge de leur maire.
Le conflit entre la mairie d'Irkoutsk et les députés régionaux s'est transformé pendant une période en scission intra-parti. Fin mai, le maire Berdnikov a refusé de participer aux primaires de Russie unie, dont il est pourtant membre. Trente-neuf candidats qui s'étaient inscrits sur les primaires municipales se sont retirés. Berdnikov a alors déclaré : « les intérêts de la direction de la branche régionale de Russie unie ne coïncident pas avec les intérêts des citadins, tout cela nous encourage à faire en sorte que nous (y compris ceux qui sont dans la même équipe que moi, allons aux urnes) refusons de participer dans les primaires et suivre notre propre chemin ». Une campagne, lancée par le parti, fut lancée, nommée « Notre Irkoutsk », pour discréditer la ville.
Pour les élections municipales de septembre 2019, si aucun n'était trouvé d'ici là, trois listes du pouvoir pourraient s'affronter lors de la mairie : la liste du KPRF, soutenu par le gouverneur Levtchenko; la liste de Russie unie officielle, soutenue par la branche régionale du parti, et la liste de Berdnikov, soutenue par la Mairie d'Irkoutsk. Pour la branche régionale du parti, les candidats de Berdnikov étaient « faibles et pouvaient perdre ».

Douma d'Irkoutsk depuis 2019.

Le Kremlin s'est personnellement impliquée afin de les réconcilier, pour que Russie unie ne se divise pas en « partis » régionaux et municipaux lors des élections. Sergueï Kirienko, directeur adjoint de l'Administration présidentielle de la fédération de Russie est venu dans l'oblast dans le but de ressouder le parti, tout comme Andreï Iarine (ru), chef du cabinet du président pour la politique intérieure. Mais Russie unie ne pouvait pas se permettre de sanctionner les dissidents de Berdnikov, Berdnikov ayant apporté son soutien au candidat non-élu de Russie unie Sergueï Ierochtchenko lors de l'élection gouvernorale dans l'oblast d'Irkoutsk de 2015. La mairie avait même fait en sorte que Guennadi Ziouganov, chef fédéral du KPRF, n'aille pas sur le marché municipal faire campagne, en fermant les commerces (incident qui avait été qualifié de provocation par le KPRF). C'est aussi grâce à Berdnikov que Russie unie a gagné pour la première fois plus de députés que les communistes lors des élections législatives russes de 2016.
Russie unie dut se résoudre à faire abandonner la proposition de loi, pour que le parti n'implose pas dans la région, et faire revenir Berdnikov et ses fidèles dans les rangs du parti. Même si aux élections municipales, la mairie a été remportée par Berdnikov, le conseil municipal a changé. Alors qu'aux élections de 2014, il y avait 27 députés de Russie unie, six indépendants, un communiste, et un de plateforme civique, Russie unie a perdu sa majorité en 2019, de 14 sièges en moins, tandis que le KPRF a gagné 7 sièges.

#### Élections de 2023

Carte des résultats des législatives de 2018 par circonscription uninominale.

Les élections législatives à l'automne 2023 devraient affirmer le caractère d'opposition de l'oblast, ou au contraire porter au pouvoir Russie unie, qui ne dispose à l'heure actuelle d'une majorité. Elles seront, pour n'importe quel parti, les plus difficiles et « compétitives comme jamais auparavant » selon le journal région irk.ru.
La période du « parlement européen », depuis 2018, les partis que sont le LDPR et Russie Juste se sont imposés comme partis nécessaires à cause des constantes coalitions, agissant comme faiseur de rois. Le parti communiste de la fédération de Russie, s'appuie lors de la campagne sur ses cadres au pouvoir pour l'élection, sous la direction de l'ancien gouverneur Sergueï Levtchenko. Nouvelles personnes et Communistes de Russie ont également présenté des listes, et ont pu se qualifier pour se présenter,,.

## Découpages électoraux et représentation actuelle

### Députés et circonscriptions législatives

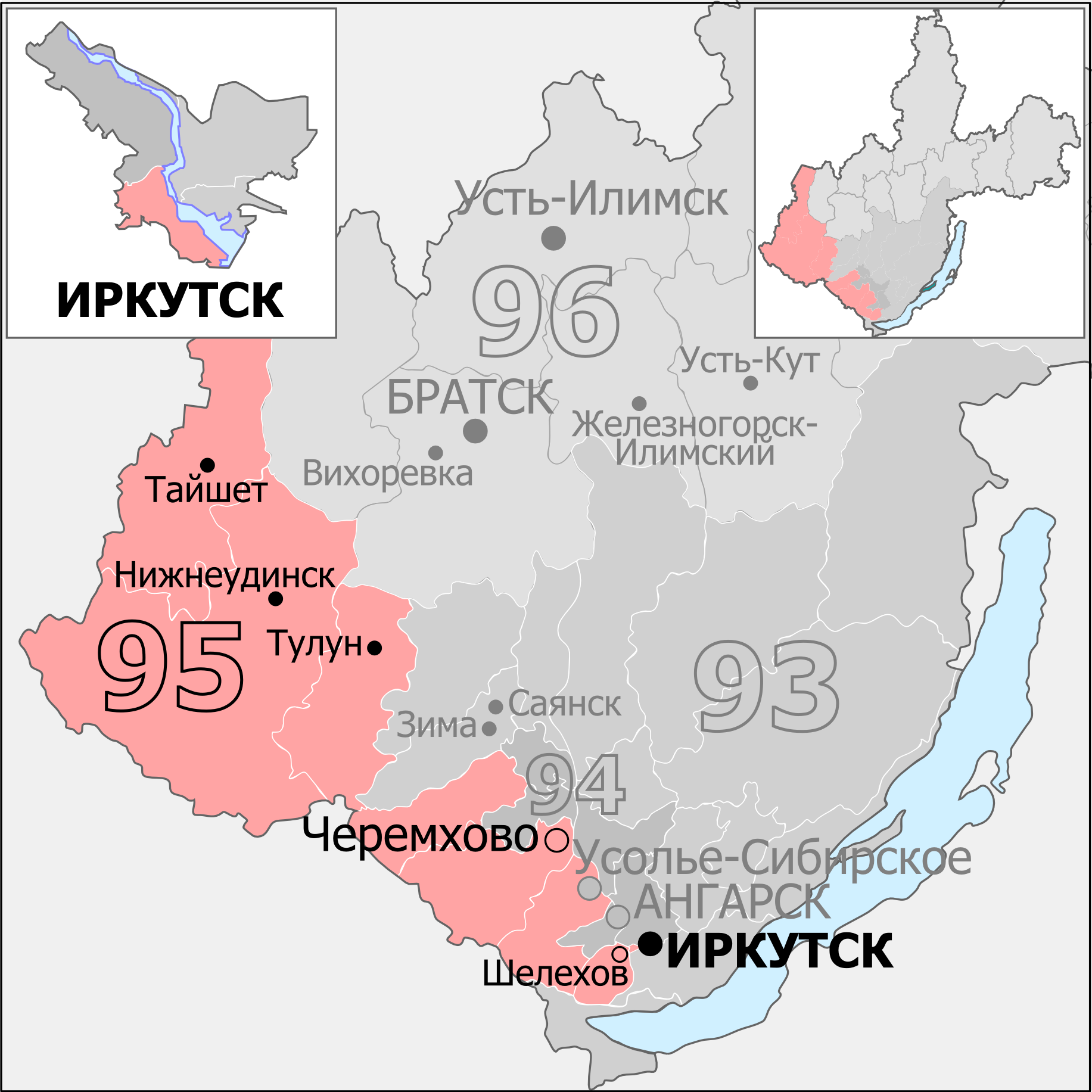
Carte des circonscriptions.

L'oblast d'Irkoutsk est divisé en quatre circonscriptions, à peu près égale en termes de votants (aux alentours de 450 000 personnes). Une circonscription est détenue par les Communistes, les autres par Russie unie. Le gerrymandering est important, Irkoutsk faisant partie de 3 circonscriptions différentes.
| Circ.                    | Député                     | Parti | Parti       | Précédent mandat                                         |
| ------------------------ | -------------------------- | ----- | ----------- | -------------------------------------------------------- |
| 93e circonscription (en) | Mikhaïl Chtchapov (en)     |       | KPRF        | Député de l'assemblée législative de l'oblast d'Irkoutsk |
| 94e circonscription (en) | Anton Krasnochtanov (en)   |       | Russie unie | Député de l'assemblée législative de l'oblast d'Irkoutsk |
| 95e circonscription (en) | Sergueï Ten (en)           |       | Russie unie | Député de l'assemblée législative de l'oblast d'Irkoutsk |
| 96e circonscription (en) | Alexandre Iakoubovski (en) |       | Russie unie | Député de l'assemblée législative de l'oblast d'Irkoutsk |

### Sénateur
| Représentant le | Sénateur                 | Parti | Parti       | Précédent mandat                                         |
| --------------- | ------------------------ | ----- | ----------- | -------------------------------------------------------- |
| Gouverneur      | Andreï Tchernychiov (en) |       | Russie unie | Député de la Douma d'État                                |
| Assemblée       | Sergueï Brilka (en)      |       | Russie unie | Député de l'assemblée législative de l'oblast d'Irkoutsk |

### Maires
| Villes              | Maire                      | Parti | Parti       | 1re élection |
| ------------------- | -------------------------- | ----- | ----------- | ------------ |
| Irkoutsk            | Rouslan Bolotov (ru)       |       | Russie unie | 2020         |
| Bratsk              | Sergueï Vassilievitch (ru) |       | Russie unie | 2014         |
| Angarsk             | Sergueï Petrov (ru)        |       | Russie unie | 2014         |
| Oust-Ilimsk         | Anna Chtchiokna (ru)       |       | LDPR        | 2019         |
| Oussolie-Sibirskoïe | Maxime Toropkine           |       | Russie unie | 2017         |
| Tcheremkhovo        | Vadim Semionov             |       | Russie unie | 2006         |

### Parlement locaux (+50000 hab.)
| Villes              | Parlement | Parti majoritaire | Parti majoritaire | Date élection |
| ------------------- | --------- | ----------------- | ----------------- | ------------- |
| Irkoutsk            |           |                   | Aucun             | 2019          |
| Bratsk              |           |                   | Aucun             | 2019          |
| Angarsk             |           |                   | Russie unie       | 2020          |
| Oust-Ilimsk         |           |                   | Russie unie       | 2019          |
| Oussolie-Sibirskoïe |           |                   | Russie unie       | 2017          |
| Tcheremkhovo        |           |                   | Russie unie       | 2006          |

### Synthèse
| Circ.                    | 1993 | 1995 | 1999 | 2003           | 2007          | 2011          | 2016 | 2021 |
| ------------------------ | ---- | ---- | ---- | -------------- | ------------- | ------------- | ---- | ---- |
| 93e circonscription (en) |      |      |      |                | Scrutin prop. | Scrutin prop. |      |      |
| 94e circonscription (en) |      |      |      |                | Scrutin prop. | Scrutin prop. |      |      |
| 95e circonscription (en) |      |      |      | Circ. dissoute | Scrutin prop. | Scrutin prop. |      |      |
| 96e circonscription (en) |      |      |      |                | Scrutin prop. | Scrutin prop. |      |      |